# Listă de localități din cantonul Neuchâtel
În cantonul Neuenburg  în anul 2009, sunt 53 de localități:
- Auvernier
- Bevaix
- Bôle
- Boudevilliers
- Boudry
- Brot-Dessous
- Brot-Plamboz
- Cernier
- Chézard-Saint-Martin
- Coffrane
- Colombier (NE)
- Corcelles-Cormondrèche
- Cornaux
- Cortaillod
- Cressier (NE)
- Dombresson
- Enges
- Engollon
- Fenin-Vilars-Saules
- Fontainemelon
- Fontaines (NE)
- Fresens
- Gorgier
- Hauterive (NE)
- La Brévine
- La Chaux-de-Fonds
- La Chaux-du-Milieu
- La Côte-aux-Fées
- La Sagne
- La Tène
- Le Cerneux-Péquignot
- Le Landeron
- Le Locle
- Le Pâquier (NE)
- Les Brenets
- Les Geneveys-sur-Coffrane
- Les Hauts-Geneveys
- Les Planchettes
- Les Ponts-de-Martel
- Les Verrières
- Lignières
- Montalchez
- Montmollin
- Neuchâtel
- Peseux
- Rochefort
- Saint-Aubin-Sauges
- Saint-Blaise
- Savagnier
- Val-de-Travers
- Valangin
- Vaumarcus
- Villiers